# Martin D. Hardin
Martin Davis Hardin, född 21 juni 1780 i Pennsylvania, död 8 oktober 1823 i Frankfort, Kentucky, var en amerikansk politiker (federalist). Han representerade delstaten Kentucky i USA:s senat 1816-1817.
Hardin studerade juridik och arbetade som advokat i Kentucky. Han var delstatens statssekreterare (Secretary of State of Kentucky) 1812-1816. Senator William T. Barry avgick 1816 och efterträddes av Hardin. Han efterträddes 1817 som senator av John J. Crittenden.
Hardin gravsattes på familjekyrkogården i Franklin County, Kentucky. Gravplatsen flyttades senare till Frankfort Cemetery i Frankfort.